# نیکیتاس
نیکیتاس (به لاتین: Nikitas) یک منطقهٔ مسکونی در قبرس است که در ناحیه نیکوزیا واقع شده‌است.

## خصوصیات
نیکیتاس ۵۰۵ نفر جمعیت دارد.